# Bulgaria en los Juegos Olímpicos de Atenas 2004
Bulgaria estuvo representada en los Juegos Olímpicos de Atenas 2004 por un total de 95 deportistas que compitieron en 19 deportes.  
La portadora de la bandera en la ceremonia de apertura fue la tiradora Mariya Grozdeva.

## Medallistas
El equipo olímpico búlgaro obtuvo las siguientes medallas:
| Nombre                                                                                                   | Deporte            | Competición              |
| --- | ------------------ | ------------------------ |
| Oro |                    |                          |
| Milen Dobrev                                                                                             | Halterofilia       | 94 kg M                  |
| Mariya Grozdeva                                                                                          | Tiro               | Pistola deportiva 25 m F |
| Plata |                    |                          |
| Yordan Yovchev                                                                                           | Gimnasia artística | Anillas M                |
| Bronce                                                                                                   |                    |                          |
| Boris Gueorguiev                                                                                         | Boxeo              | Wélter ligero (64 kg) M  |
| Yordan Yovchev                                                                                           | Gimnasia artística | Suelo                    |
| Zhanet Ilieva Eleonora Kezhova Zornitsa Marinova Kristina Ranguelova Galina Tancheva Vladislava Tancheva | Gimnasia rítmica   | Concurso por eqs. F      |
| Velichko Cholakov                                                                                        | Halterofilia       | +105 kg M                |
| Gueorgui Gueorguiev                                                                                      | Judo               | –66 kg M                 |
| Armen Nazarian                                                                                           | Lucha grecorromana | 60 kg M                  |
| Ivo Yanakiev                                                                                             | Remo               | Scull ind. (M1x) M       |
| Rumiana Neikova                                                                                          | Remo               | Scull ind. (W1x) F       |
| Mariya Grozdeva                                                                                          | Tiro               | Pistola de aire 10 m F   |